# Kostelec (ort i Tjeckien, Plzeň)
Kostelec är en ort i Tjeckien.   Den ligger i regionen Plzeň, i den västra delen av landet, 110 km väster om huvudstaden Prag. Kostelec ligger 486 meter över havet och antalet invånare är 547.
Terrängen runt Kostelec är huvudsakligen platt. Kostelec ligger uppe på en höjd.Runt Kostelec är det glesbefolkat, med 19 invånare per kvadratkilometer. Närmaste större samhälle är Stříbro, 9,3 km norr om Kostelec. Trakten runt Kostelec består till största delen av jordbruksmark.